# Chirewo
Chirewo (bułg. Хирево) – wieś w środkowej Bułgarii, w obwodzie Gabrowo, w gminie Sewliewo. Według danych Narodowego Instytutu Statystycznego, 31 grudnia 2011 roku wieś liczyła 164 mieszkańców.
Święty sobór we wsi odbywa się 14 listopada.

## Osoby urodzone w Chirewie
- Penczo Kulekow – ilustrator